# 山本貴司
山本貴司（日语：／ Yamamoto Takashi，1978年7月23日—），日本男子游泳選手，出生在大阪市，擅長的項目是100與200公尺蝶泳。2001年3月畢業於近畿大學商學部。他曾參加1996年、2000年和2004年三屆奧運，其中在2004年奧運中獲得一枚銀牌和一枚銅牌。

## 外部連結
- databaseOlympics